# مسلم ماقوماييف (مغني)
مسلم محمد أوقلو ماقوماييف (أذربيجاني: Müslüm Maqomayev; روسي: Муслим Магомаев; ولد في 17 أغسطس 1942 في باكو، وتوفي في 25 أكتوبر 2008 في موسكو).و هو مغن أذربيجاني باريطوني غنى في الأوبرا ومغني البوب في الستينات والسبعينات.

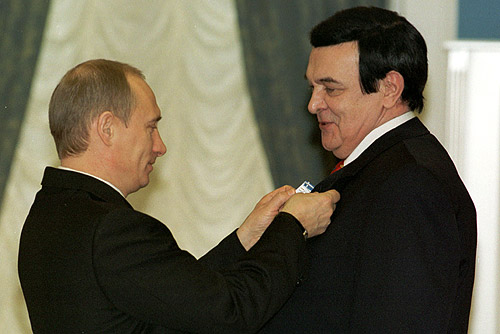
تكريم رئيس جمهورية روسيا الاتحادية فلاديمير بوتين على مسلم ماقوماييف, عام 2002

## وصلات خارجية
- موقع الويب لمسلم ماقوماييف
- مسلم ماغوماييف على موقع IMDb (الإنجليزية)
- مسلم ماغوماييف على موقع ميوزك برينز (الإنجليزية)
- مسلم ماغوماييف على موقع أول ميوزيك (الإنجليزية)
- مسلم ماغوماييف على موقع ديسكوغز (الإنجليزية)
- مسلم ماغوماييف على موقع قاعدة بيانات الفيلم (الإنجليزية)
- مسلم ماغوماييف على موقع كينوبويسك (الروسية)